# Mytilus californianus
Mytilus californianus är en musselart som beskrevs av Conrad 1837. Mytilus californianus ingår i släktet Mytilus och familjen blåmusslor. Inga underarter finns listade i Catalogue of Life.

## Bildgalleri

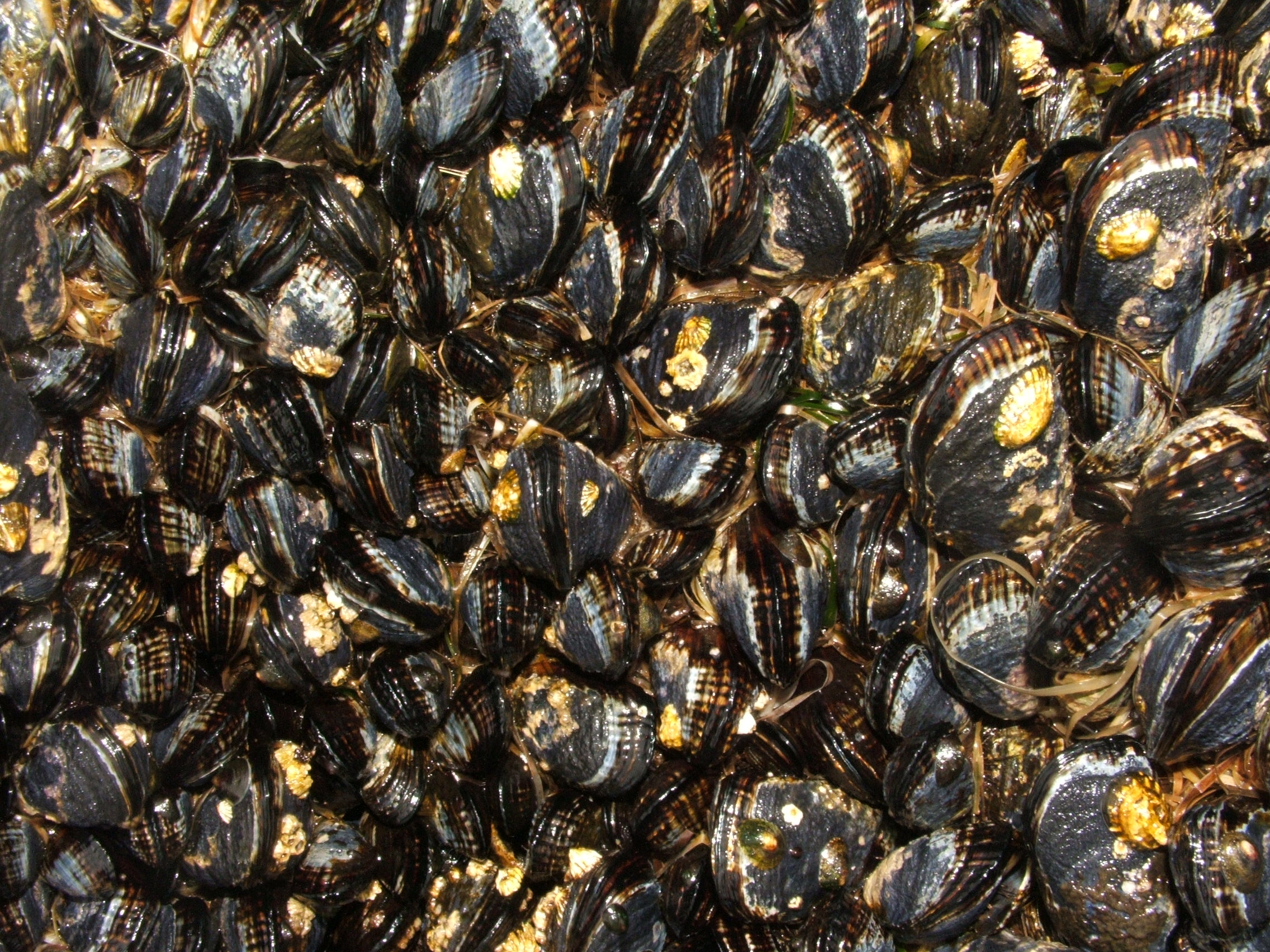
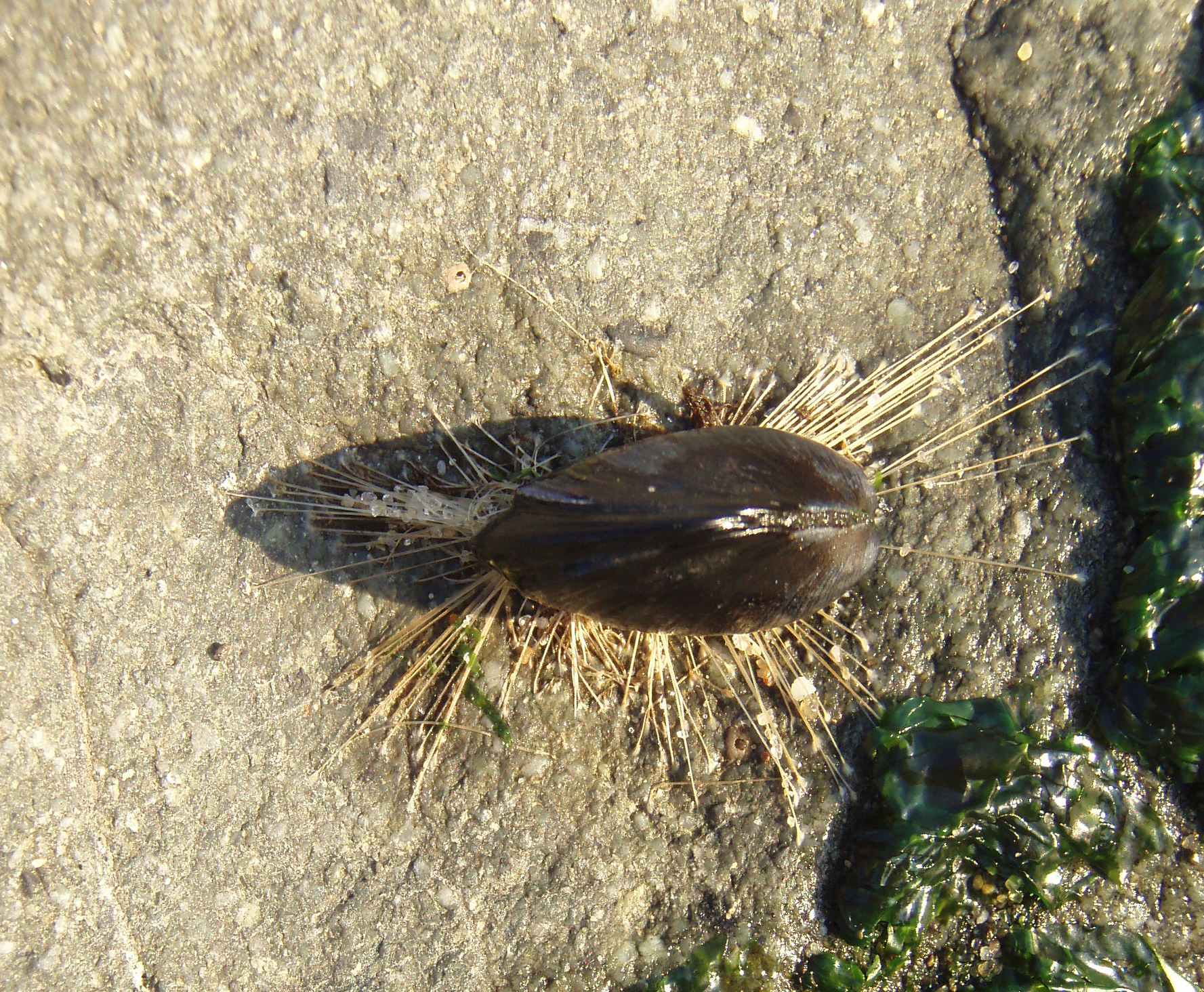
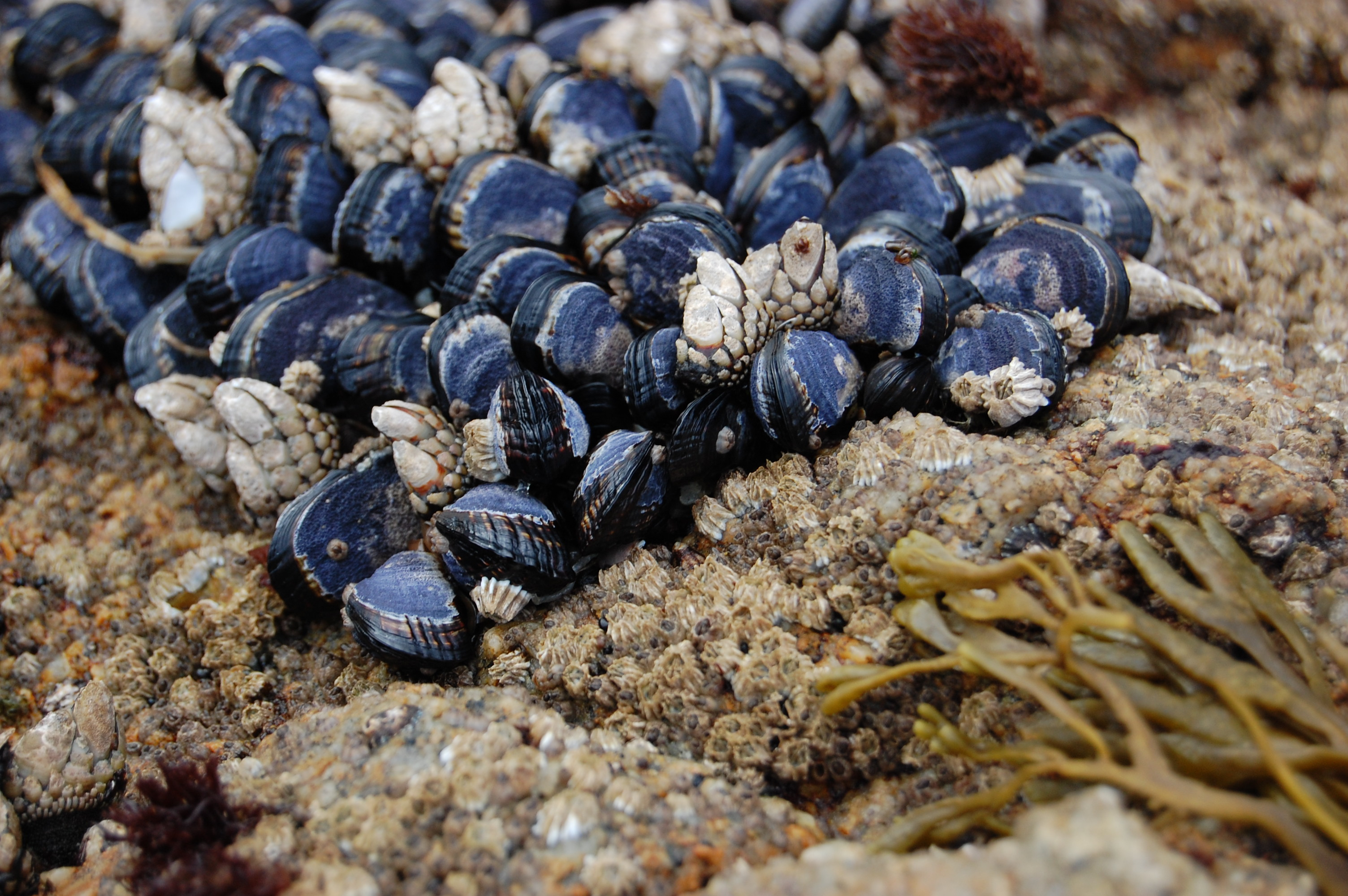